# Togos flagga
Togos flagga består av tre gröna och två gula horisontella band och en röd kvadrat med en vit stjärna vid den inre övre kanten. Flaggan antogs av Togo vid självständigheten den 27 april 1960 och har samma proportioner som det gyllene snittet, ungefär 1:1,618.

## Symbolik
Färgerna är de traditionella panafrikanska, och i Togos flagga står de för jordbruket (grönt), gruvfyndigheterna (gult) och offren under kampenen för självständighet (rött). De fem horisontella banden representerar Togos fem regioner, och den vita stjärnan står för hopp. Enligt en annan tolkning står de fem banden för landets fem regioner. Utformningen påminner till viss del om Liberias flagga.

## Historik
Dagens Togo har sina rötter i den tyska kolonin Togoland som bildades i slutet av 1800-talet. Efter första världskriget blev kolonin ett mandatområde under franskt och brittiskt styre. Den östra franska delen blev en autonom republik 1957 när den brittiska sektorn anslöts till Ghana. Inför självständigheten 1960 utlystes en tävling om nationalsymbol för den nya republiken, och dagens flagga är det vinnande bidraget till den tävlingen.

### Tidigare flaggor

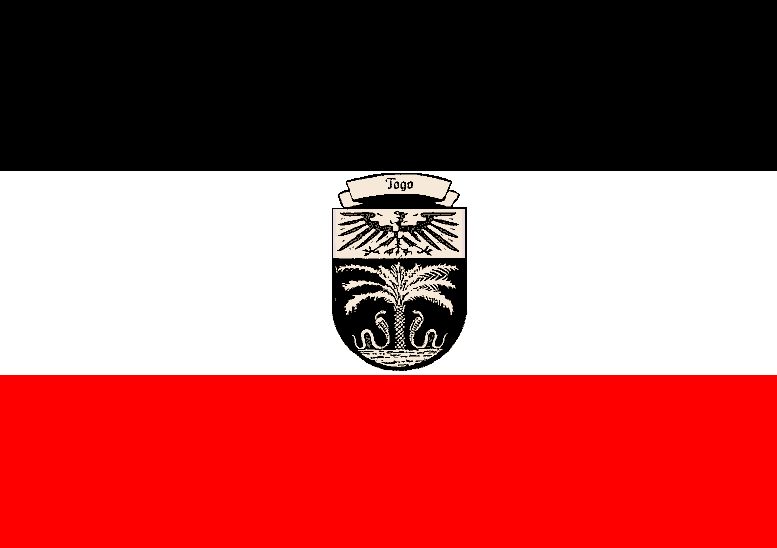
Togoland, 1914
1957–1958
1958–1960